# Leo Kokubo
Leo Brian Kokubo (Japans: 小久保 玲央 ブライアン, Kokubo Reo Buraian) (Chiba, 23 januari 2001) is een Japans voetballer met Nigeriaanse roots die sinds 2024 uitkomt voor STVV.

## Clubcarrière
Kokubo ondertekende in januari 2019 een contract tot 2023 bij SL Benfica. In het seizoen 2019/20 stond hij vijf keer onder de lat in de UEFA Youth League, waarin Benfica de finale haalde. In het seizoen 2021/22 stroomde hij door naar het beloftenelftal van de club, dat toen uitkwam in de Liga Portugal 2.
In juli 2024 tekende Kokubo bij de Belgische eersteklasser STVV, waar zijn landgenoot Zion Suzuki op het punt stond om een grote transfer te maken.

## Clubstatistieken
| Seizoen         | Club            | Land              | Competitie      | Competitie | Competitie | Beker | Beker | Supercup | Supercup | Europees | Europees | Totaal | Totaal |
| Seizoen         | Club            | Land              | Competitie      | Wed.       | Dlp.       | Wed.  | Dlp.  | Wed.     | Dlp.     | Wed.     | Dlp.     | Wed.   | Dlp.   |
| --------------- | --------------- | ----------------- | --------------- | ---------- | ---------- | ----- | ----- | -------- | -------- | -------- | -------- | ------ | ------ |
| 2021/22         | SL Benfica B    | Vlag van Portugal | Liga Portugal 2 | 9          | 0          | —     | —     | —        | —        | —        | —        | 9      | 0      |
| 2022/23         | SL Benfica B    | Vlag van Portugal | Liga Portugal 2 | 0          | 0          | —     | —     | —        | —        | —        | —        | 0      | 0      |
| 2023/24         | SL Benfica B    | Vlag van Portugal | Liga Portugal 2 | 16         | 0          | —     | —     | —        | —        | —        | —        | 16     | 0      |
| 2024/25         | STVV            | Vlag van België   | Eerste klasse A | 13         | 0          | 0     | 0     | —        | —        | —        | —        | 13     | 0      |
| Carrière totaal | Carrière totaal | Carrière totaal   | Carrière totaal | 38         | 0          | 0     | 0     | 0        | 0        | 0        | 0        | 38     | 0      |

Bijgewerkt op 5 december 2024.

## Interlandcarrière
Kokubo, de zoon van een Nigeriaanse vader en een Japanse moeder, is een Japans jeugdinternational. Op 3 mei 2024 won hij met Japan –23 de Asian Cup onder 23. In de finale tegen Oezbekistan stopte hij diep in de blessuretijd een strafschop. Later dat jaar trad Kokubo met zijn land ook aan op de Olympische Zomerspelen, waar Japan in de kwartfinale sneuvelde tegen Spanje.